# Ma vie est une statistique
Ma vie est une statistique est une série documentaire diffusée sur National Geographic Channel à partir du 22 avril 2013, qui explore les chiffres et les statistiques dans des grands sujets comme la naissance, décès, mariage, l'argent de la vie, etc. Présentée par le scientifique Jake Porway, la série utilise la science des statistiques pour dévoiler les numéros cachés par des expériences dans la rue et des jeux interactifs pour aider le téléspectateur à prendre des décisions éclairées sur son destin.

## Émissions

### Saison 1 (2013)
| Numéro d'épisode | Titre original           | Titre français            | Date de diffusion |
| ---------------- | ------------------------ | ------------------------- | ----------------- |
| 01               | When Will You Die?       | Quand allez-vous mourir ? | 22 avril 2013     |
| 02               | Will You Make a Million? | Devenir millionnaire      | 29 avril 2013     |
| 03               | What Drives You Crazy?   | Ce qui nous rend fou      | 6 mai 2013        |

### Saison 2 (2014)
| Numéro d'épisode | Titre original                         | Titre français                       | Date de diffusion |
| ---------------- | -------------------------------------- | ------------------------------------ | ----------------- |
| 01               | How Tough Are You?                     | Etes-vous un dur ?                   | 24 mars 2014      |
| 02               | Are You A Sucker?                      | Etes-vous un pigeon ?                | 31 mars 2014      |
| 03               | Could You Be A Hero?                   | Etes-vous un héros ?                 | 7 avril 2014      |
| 04               | Do You Live On The Edge?               | L'amour du risque ?                  | 14 avril 2014     |
| 05               | Are You Superstitious?                 | Etes-vous superstitieux ?            | 21 avril 2014     |
| 06               | Could You Be The Boss?                 | Etes-vous un boss ?                  | 9 mai 2014        |
| 07               | Are You A Big Liar?                    | Etes-vous un bon menteur ?           | 9 mai 2014        |
| 08               | Are You Desirable?                     | Etes-vous un désirable ?             | 9 mai 2014        |
| 09               | Are You A Jerk?                        | Etes-vous un crétin ?                | 16 mai 2014       |
| 10               | Can Cracking Codes Change Your Life?   | Etes-vous un crack ?                 | 16 mai 2014       |
| 11               | Could You Survive A Zombie Apocalypse? | Seriez-vous un bon survivant         | 16 mai 2014       |
| 12               | How To Get What You Want               | Comment obtenir ce que vous voulez ? | 23 mai 2014       |